# 豊島区立池袋第三小学校
豊島区立池袋第三小学校（としまくりつ いけぶくろだいさんしょうがっこう）は、東京都豊島区西池袋3丁目14-3 にある公立小学校。2018年（平成30年）で創立80周年を迎える。

## 歴史
- 1937年（昭和12年） - 豊島区立池袋3丁目に起工[1]。
- 1938年（昭和13年） - 東京市池袋第三尋常小学校として開校[1]。ムラサキの花をかたどった校章制定[1]。
- 1941年（昭和16年） - 国民学校令により、東京市池袋第三国民学校と改称[1]。
- 1944年（昭和19年） - 戦局の悪化により、児童約300名が長野県松代に集団疎開[1]。
- 1945年（昭和20年） - 空襲により校舎焼失、疎開児童帰京[1]。
- 1947年（昭和22年）
  - 4月 - 学制改革により、東京都豊島区立池袋第三小学校と改称[1]。
  - 10月18日 - 校舎再築落成式挙行[1]。
- 1950年（昭和25年） - 完全給食実施[1]。
- 1958年（昭和33年） - 創立20周年記念式典挙行[1]。
- 1961年（昭和36年） - プール完成[1]。
- 1963年（昭和38年） - 第1次鉄筋校舎完成[1]。
- 1964年（昭和39年） - 第2次鉄筋校舎完成[1]。
- 1966年（昭和41年） - 第3次鉄筋校舎完成[1]。
- 1968年（昭和43年） - 創立30周年記念式典挙行[1]。
- 1973年（昭和48年） - 校庭ダスト式舗装完成[1]。
- 1978年（昭和53年） - 創立40周年記念式典挙行[1]。
- 1988年（昭和63年） - 創立50周年記念式典挙行し、祝賀会開催[1]。
- 1990年（平成2年） - みどりのモデル校緑化工事と風の門が完成[1]。
- 1993年（平成5年） - 創立55周年児童集会と秋祭り開催[1]。
- 1998年（平成10年） - 創立60周年記念式典挙行[1]。
- 2001年（平成13年） - 耐震工事と外壁塗装が完了[1]。
- 2003年（平成15年） - 屋上緑化（芝生）完成[1]。
- 2004年（平成16年） - 普通教室冷暖房化[1]。
- 2005年（平成17年） - 校内LAN整備工事、給食室フローリング工事[1]。
- 2007年（平成19年） - 「心身障害学級」を「特別支援学級」と改称[1]。
- 2008年（平成20年） - 創立70周年記念児童集会開催。創立70周年記念式典挙行し、祝賀会開催[1]。
- 2013年（平成25年） - 創立75周年記念式典挙行[1]。
- 2014年（平成26年） - 校舎改築のため、椎名町校舎（豊島区目白5丁目24-12）に移転[1]。
- 2016年（平成28年）12月20日 - 新校舎竣工[2]。
- 2017年（平成29年）
  - 1月1日 - 新校舎完成により、新校舎へ移転[1]。
  - 1月10日（第3学期） - 新校舎での授業開始。
  - 1月21日 - 新校舎落成式挙行[3]し、新校舎の施設見学会を開催[2]。
  - 日付不明 - 慈母ふくろう像序幕式挙行。パラリンピック競技応援校に指定[1]。
- 2018年（平成30年）12月1日 - 創立80周年記念式典挙行[4]。

## 通学区域と進学先中学校
出典

### 通学区域
- 西池袋1丁目（1番～20番・26番～28番）
- 西池袋2丁目（全域）
- 西池袋3丁目（全域）
- 西池袋4丁目（全域）
- 西池袋5丁目（全域）

### 進学先中学校
公立中学校に進学する場合
- 豊島区立西池袋中学校

## 学校周辺
- 子どもスキップ池袋第三 - 同一建物内
- 東京都道441号池袋谷原線
- 立教大学
  - 立教小学校
  - 立教池袋中学校・高等学校
    - 立教大学および関連施設は、都道441号線をはさんで、敷地が隣接。
- すいどーばた美術学院
- 豊島区立西池袋中学校
- このほか、末延医院などの医療機関やブリリアガーデン池袋などのマンション・アパートなども点在する。

## 著名な出身者
- 橋幸夫（歌手・俳優）
- 六代目 神田 伯山（講談師）[6]